# Васкелово (присілок)
Васкелово (рос. Васкелово) — присілок у Всеволожському районі Ленінградської області Російської Федерації.
Населення становить 975 осіб. Належить до муніципального утворення Куйвозовське сільське поселення.

## Історія
Від 1 серпня 1927 року належить до Ленінградської області.

## Населення
| 2007 | 2010 | 2017 |
| ---- | ---- | ---- |
| 1935 | ↘975 | →975 |